# Gustavo Porto de Mello
Gustavo Frederico Porto de Mello (Rio de Janeiro, 25 de junho de 1965), é um astrofísico e astrobiólogo brasileiro. Graduado em astronomia em 1986, doutorou-se em astrofísica pelo Observatório Nacional em 1996. Em 1997, foi o responsável pela identificação da estrela 18 Scorpii como a primeira gêmea solar.. Atualmente, é professor no Observatório do Valongo.